# Liste des gouverneurs des provinces thaïlandaises

Cette page dresse la liste des gouverneurs actuels des 77 provinces de la Thaïlande (il existe 76 provinces au sens strict + Bangkok qui a rang de province).

## Gouverneurs
| Province            | Nom                          | Depuis (le)      |
| ------------------- | ---------------------------- | ---------------- |
| Amnat Charoen       | Wirawat Chuenwarin           | 2012             |
| Ang Thong           | Wisawa Sasisamit             | 2009             |
| Ayutthaya           | Witthaya Phiophong           | 2009             |
| Bangkok             | Aswin Kwanmuang              | 18 octobre 2016  |
| Bueng Kan           | Chalotorn Pakote             | 2013/2014        |
| Buriram             | Thongchai Lue-Adun           | 2012/2014        |
| Chachoengsao        | Roengsak Mahawinitchaimontri | 2011             |
| Chainat             | Chamlong Phosuk              | 2009             |
| Chaiyaphum          | Phonsak Choennai             | 8 octobre 2012   |
| Chanthaburi         | Surachai Khan-asa            | 8 octobre 2012   |
| Chiang Mai          | Wichien Phutthiwinyu         | 2013             |
| Chiang Rai          | Phongsak Wangsamao           | 8 octobre 2012   |
| Chonburi            | Khomsan Ekchai               | 2011             |
| Chumpon             | Phirasak Hinmueangkao        | 8 octobre 2012   |
| Kalasin             | Suwit Subongkot              | 2012             |
| Kamphaeng Phet      | Wanchai Suthin               | 2009             |
| Kanchanaburi        | Chaiwat Limwanta             | 2011/2012        |
| Khon Kaen           | Somsak Suwansucharit         | 8 octobre 2012   |
| Krabi               | Prasit Osathanon             | 2009             |
| Lampang             | Bunchoet Khithen             | 2011/2012        |
| Lamphun             | Pinit Harnpanich             | 2012             |
| Loei                | Wirot Chiwarangsan           | 2013             |
| Lopburi             | Phichet Phaibunsiri          | 8 octobre 2012   |
| Mae Hong Son        | Narumon Panwat               | 2011/2012        |
| Maha Sarakham       | Nophawat Singsakda           | 2012             |
| Mukdahan            | Sakonsat Bunpradit           | 2012             |
| Nakhon Nayok        | Sutphong Chuncharoen         | 1er octobre 2010 |
| Nakhon Pathom       | Wanchat Wongchaichana        | 8 octobre 2012   |
| Nakhon Phanom       | Anukun Tangkhananukunchai    | 2011/2012        |
| Nakhon Ratchasima   | Winay Buapradit              | 8 octobre 2012   |
| Nakhon Sawan        | Chaiyarot Midaeng            | 1er octobre 2010 |
| Nakhon Si Thammarat | Aphinan Suethanuwong         | 2013             |
| Nan                 | Ukrit Peungsopa              | 2012/2014        |
| Narathiwat          | Natthapong Sirichana         | 2012/2014        |
| Nong Bua Lamphu     | Raphi Phongbupkit            | 2011             |
| Nong Khai           | Wirat Limsuwat               | 1er octobre 2010 |
| Nonthaburi          | Thanon Wetkorakan            | 2013             |
| Pathum Thani        | Phongsathon Satchachonlaphan | 2013             |
| Pattani             | Pramut Lamun                 | 8 octobre 2012   |
| Phang Nga           | Yiamsuriya Phalusuk          | 2008             |
| Phattalung          | Wiyon Thongsakun             | 2011             |
| Phayao              | Chuchart Keelapang           | 2012/2014        |
| Phetchabun          | Chirayut Watnarat            | 2011/2012        |
| Phetchaburi         | Monthian Thongnit            | 2012             |
| Phichit             | Chakrin Plianwong            | 8 octobre 2012   |
| Phitsanulok         | Pricha Roengchan             | 2009             |
| Phrae               | Aphichat Todilokvet          | 2012             |
| Phuket              | Chockchai Dejamornthan       | 2016             |
| Prachinburi         | Siriphong Hantrakun          | 2009             |
| Prachuap Khiri Khan | Wira Siwatthanatrakun        | 2009             |
| Ranong              | Choetsak Champathet          | 2012             |
| Ratchaburi          | Chonchuen Bunyanusan         | 2011             |
| Rayong              | Wichit Chatphaisit           | 8 octobre 2012   |
| Roi Et              | Somsak Khamthawiphrom        | 1er octobre 2010 |
| Sa Kaeo             | Phakthon Thianchai           | 2012             |
| Sakhon Nakhon       | Bunsong Techamanisat         | 8 octobre 2012   |
| Samut Prakan        | Khanit Iamrahong             | 8 octobre 2012   |
| Samut Sakhon        | Chunphat Saengchan           | 1er octobre 2010 |
| Samut Songkhram     | Chonchuen Bunyanusan         | 2013             |
| Saraburi            | Thawon Phrommichai           | 2009             |
| Satun               | Nueachai Chiraaphirak        | 2012             |
| Si Saket            | Prathip Kintirecha           | 2011/2012        |
| Singburi            | Surapol Sawangsak            | 2012             |
| Songkhla            | Kruesada Bunrat              | 2011             |
| Sukhothaï           | Sumitra Sisombat             | 2012             |
| Suphanburi          | Suphat Sisunthonohinit       | 2012             |
| Surat Thani         | Chatpong Chatphut            | 2012             |
| Surin               | Niran Kanyanikhon            | 2011             |
| Tak                 | Samat Loifa                  | 2009             |
| Trang               | Somsak Parisuttho Hemthanon  | 2011/2013        |
| Trat                | Benchawan Anpriang           | 1er octobre 2010 |
| Ubon Ratchathani    | Wanchai Sutthiwonchai        | 8 octobre 2012   |
| Udon Thani          | Seni Chitkasem               | 8 octobre 2012   |
| Uthai Thani         | Wanchai Osudonthip           | 1er octobre 2010 |
| Uttaradit           | Chaloemchai Phoengkhon       | 2012             |
| Yala                | Decharat Simsiri             | 2011/2012        |
| Yasothon            | Prawat Thithakaeo            | 2011/2012        |